# Зюзинский сельсовет (Курганская область)
Зюзинский сельсовет — упразднённые административно-территориальная единица и муниципальное образование со статусом сельского поселения в Белозерскском районе Курганской области.
Административный центр — село Зюзино.

## История

### Слободчиковский (с 1972 — Зюзинский) сельсовет
Слободчиковский сельсовет образован в 1919 году в Белозерской волости Курганского уезда.
Постановлениями ВЦИК от 3 и 12 ноября 1923 года в составе Курганского округа Уральской области РСФСР образован Белозерский район, который 17 января 1934 года включён в состав Челябинской области, а 6 февраля 1943 года в состав Курганской области.
Указом Президиума Верховного Совета РСФСР от 14 июня 1954 года объединён с Зюзинским и Лихачевским сельсоветами.
1 февраля 1963 года Белозерский район упразднён, Слободчиковский сельсовет включён в состав Варгашинского сельского района.
3 марта 1964 года Слободчиковский сельсовет включён в состав Кетовского сельского района.
12 января 1965 года вновь образован Белозерский район.
Решением Курганского облисполкома от 22 декабря 1972 года Слободчиковский сельсовет переименован в Зюзинский сельсовет.
Законом Курганской области от 30 мая 2018 года N 49, в состав Боровского сельсовета были включены все населённые пункты упразднённого Зюзинского сельсовета.

### Зюзинский сельсовет (1919—1954)
Зюзинский сельсовет образован в 1919 году в Иковской волости Курганского уезда.
Постановлениями ВЦИК от 3 и 12 ноября 1923 года в составе Курганского округа Уральской области РСФСР образован Белозерский район, который 17 января 1934 года включён в состав Челябинской области, а 6 февраля 1943 года в состав Курганской области.
Указом Президиума Верховного Совета РСФСР от 14 июня 1954 года Зюзинский сельсовет объединён с Лихачевским и Слободчиковским сельсоветами в Слободчиковский сельсовет.

## Население
| 1926 | 1989 | 2002 | 2004 | 2010 | 2012 | 2013 |
| ---- | ---- | ---- | ---- | ---- | ---- | ---- |
| 801  | ↘585 | ↘575 | ↘573 | ↘427 | ↘412 | ↘388 |
| 2014 | 2015 | 2016 | 2017 | 2018 |      |      |
| ↘363 | ↗371 | ↘363 | ↗376 | ↘368 |      |      |

## Состав сельского поселения
| № | Населённый пункт | Тип населённого пункта       | Население |
| - | ---------------- | ---------------------------- | --------- |
| 1 | Бузан            | село                         | ↘15       |
| 2 | Зюзино           | село, административный центр | ↘247      |
| 3 | Лихачи           | деревня                      | ↘106      |
| 4 | Новозаборка      | деревня                      | ↘59       |
| 5 | Слободчикова     | деревня                      | ↘0        |

## Местное самоуправление
Администрация сельсовета
641351, Курганская область, Белозерский район, с. Зюзино, ул. Молодёжная, 32.